# Малкият Буда
„Малкият Буда“ (на английски: Little Buddha) е религиозната драма от 1993 година на режисьора Бернардо Бертолучи.

## Сюжет
Внимание:  Текстът по-долу разкрива сюжета на произведението (или части от него)!
Група будистки монаси, водени от Лама Норбу, търсят прераждането на своя учител Лама Дордже. Лама Норбу намира три деца наведнъж: момчето Джес Конрад от Сиатъл, уличното момче Раджу от Катманду, момичето Гита от благородно индийско семейство. Заедно те пътуват до Бутан, където децата трябва да бъдат тествани, за да разберат кое от тях е истинското прераждане. В същото време се разказва за живота на веселия и безгрижен принц Сидхарта Гаутама, който е предопределен да стане Великият Буда...

## Актьорски състав
| Актьор                     | Роля                                                                    |
| -------------------------- | ----------------------------------------------------------------------- |
| Киану Рийвс                | принц Сидхарта Гаутама (преди просветлението)                           |
| Ин Руочен                  | Лама Норбу                                                              |
| Алекс Висендангер          | Джеси Конрад – момче от Канада, едно от превъплъщенията на Лама Дордже  |
| Крис Исак                  | Дийн Конрад – бащата на Джеси                                           |
| Бриджит Фонда              | Лиза Конрад – майката на Джеси                                          |
| Раджу Лал                  | Раджу – улично дете от Катманду, едно от превъплъщенията на Лама Дордже |
| Грейшма Макар Сингх        | Гита – момиче от Индия, едно от превъплъщенията на Лама Дордже          |
| Согиал Ринпоче             | Кенпо Тензин                                                            |
| Джо Чампа                  | Мария                                                                   |
| преп. Геше Цултим Гилсен   | Лама Дордже                                                             |
| преп. Кьонгла Рато Ринпоче | абат                                                                    |